# Carmo João Rhoden
Dom Carmo João Rhoden, S.C.J. (Santo Ângelo, 16 de maio de 1939) é um bispo católico brasileiro.
De família alemã, foi nomeado bispo em 1996 e assumiu naquele ano seu posto na Diocese de Taubaté. Em 15 de abril de 2015, o Papa Francisco aceita a sua renúncia ao governo diocesano.